# خوسيه كاسادو
خوسيه كاسادو (بالإسبانية: José Casado)‏ هو لاعب كرة قدم إسباني، ولد في 14 يناير 1988 في ألمرية في إسبانيا. شارك مع منتخب إسبانيا تحت 16 سنة لكرة القدم. أما مع النوادي، فقد لعب مع نادي بوتوشاني ونادي سبارتاك ترنافا.

## وصلات خارجية
- خوسيه كاسادو على موقع قاعدة بيانات كرة القدم.إي يو (الإنجليزية)
- خوسيه كاسادو على موقع Soccerway.com (الإنجليزية)